# Жежељи
Жежељи су насељено место, поред Ервеникa. Окружује га река Зрмања и брдо Градина. Место броји током године 6 становника, док их је током лета више од 50. У селу постоје трагови Домовинског рата 1995, али је број девастираних објеката врло мали, већина кућа је у селу обновљена из буџета Републике Хрватске.

## Привреда
Село је пре Домовинског рата 1995, било познато по италијанском руднику једне ретке врсте лигнита, које се налазило у то време само на простору овог села. После извесног времена Италијани су открили алтернативни начин за производњу ове руде. Убрзо је рудник постао напуштен.
Село је познато и по великом броју садница маслина, бадема и винове лозе

## Инфраструктура
Село је 2010. добило асфалт и контејнере. У селу не постоји прикључак на водовод и ако у окружењу већи број села има воду, те се становници напајају водом из бунара који се пуне кишницом. У селу постоји дигитална телевизија и бежични интернет.
70-их година прошлог века било је у плану да кроз село прође магистрални пут који би повезивао Книн са Обровцем, па даље све до аутопута А1, нажалост пројекат је после рата запуштен иако је градња већ увелико била започета, па је магистрала већ имала 10 километара.